# Hermann Schultze-von Lasaulx
Hermann-Arnold Schultze-von Lasaulx [laˈsoː] (* 21. Oktober 1901 in Jena als Hermann-Arnold Schultze; † 1. Oktober 1999 in Renan/Italien oder Renan/Schweiz) war ein deutscher Jurist, Rechtshistoriker und Universitätsprofessor.

## Leben
Schultze-von Lasaulxs Vater war der Jurist und Rechtshistoriker Alfred Schultze; sein Großvater mütterlicherseits war Arnold von Lasaulx. Seit 1928 nannte er sich konsequent Schultze-von Lasaulx.
Nach dem Abitur an der Thomasschule zu Leipzig studierte er Rechtswissenschaft und Kunstgeschichte in Leipzig, Breslau und München. Seit dem Wintersemester 1920/21 war er Mitglied der Studentenverbindung Wratislavia Breslau (ab 1952 Königstein-Wratislavia (Breslau) zu Frankfurt am Main).  Nach erfolgreicher Promotion bei Paul Rehme war er ab 1927 zunächst Richter am Amtsgericht Leipzig, wurde dann 1930 Assistent von Arthur Benno Schmidt in Tübingen. Dort habilitierte er sich 1931 für Bürgerliches Recht, Handelsrecht, Deutsche Rechtsgeschichte und Nordisches Recht. Anschließend nahm er seine Lehrtätigkeit in Rostock auf. Nach einer Amtszeit als Dekan der Rechts- und Wirtschaftswissenschaftlichen Fakultät (1934/1935) wurde er für das akademische Jahr 1935 zum Rektor der Universität gewählt, trat dieses Amt allerdings nach Intervention des Gauleiters Friedrich Hildebrandt zu Gunsten von Paul Schulze nicht an.
Stattdessen folgte er einem Ruf nach Jena. An der Jenaer Fakultät gehörte er ab 1935 zu einer Gruppe von „junge[n], aufstrebende[n], der neuen Zeit zumindest aufgeschlossen gegenüberstehende[n] Dozenten“ um Ulrich Scheuner und Günter Haupt. Bereits 1933 war er der NSDAP beigetreten (Mitgliedsnummer 4.869.266), 1934 dem NS-Lehrer- und NS-Dozentenbund, sowie im April 1934 der SA. 1936 wurde er Mitglied der Akademie für Deutsches Recht. Vom Sicherheitsdienst des Reichsführers SS wurde Schultze-von Lasaulx als „politisch zuverlässig“ eingestuft, verkehrte aber gleichzeitig im regimekritischen Jenaer Gesprächskreis um Ricarda Huch, der heute der Widerstandsgruppierung Neubauer-Poser-Gruppe zugerechnet wird. 1940/41 war er Dekan der Jenaer Rechts- und Wirtschaftswissenschaftlichen Fakultät und ordnete an, in den Fakultätsbibliotheken „‚von Juden verfasste Kommentare durch Kommentare arischer Verfasser‘ zu ersetzen“. Überliefert sind allerdings auch rechtshistorische Examensklausuren, bei deren Bewertung er antisemitische Ausführungen zum Weltjudentum rügte und die Arbeiten mit „unzulänglich“ benotete. Im mündlichen Examen erwartete er von Kandidaten indes fundierte Kenntnisse des NS-Rechts und prüfte etwa über das nationalsozialistische Sterilisationsgesetz. Rückblickend bezeichnete er derartige Gesetze als „Unrechts-Gesetzgebung“.
1941 wechselte er als Nachfolger von Hans Thieme nach Breslau. Im Nebenamt war er Richter am Oberlandesgericht Breslau. Kurz vor Kriegsende übernahm er von Heinz Meyer die Leitung der Rechtswissenschaftlichen Abteilung des Osteuropa-Instituts.
Nach dem Zweiten Weltkrieg kehrte er für kurze Zeit an die Universität Jena zurück, wurde aber im November 1946 suspendiert, woraufhin er die Sowjetische Besatzungszone verließ. Nach erfolgreicher Entnazifizierung in der Britischen Besatzungszone wurde er Nachfolger des verschollenen George Löning in Münster. Hier gründete er das Institut für westfälische und deutsche Rechtsgeschichte sowie rechtliche Volkskunde und richtete auf dem Grundstock der nachgelassenen Bibliothek von Eberhard von Künßberg eine bis heute bestehende Rechtshistorische Bibliothek ein. Bereits 1951 trat er ein Nebenamt als Richter am Hanseatischen Oberlandesgericht an und wechselte schließlich 1955 auch als Professor nach Hamburg (Nachfolge Karl Haff). 1955/1956 amtierte er als Dekan der Fakultät für Rechtswissenschaft.
Nach seiner Emeritierung 1970 erblindete er und verstarb dann 97-jährig im Urlaub.

## Werk
Seine Habilitationsschrift über die Rechtsgeschichte der Wertpapiere wurde als „eine der besten Erscheinungen, die die letzte Zeit auf rein rechtsgeschichtlichem Gebiet hervorgebracht hat“ aufgenommen.
1969 richtete er an seinem Hamburger Institut eine Forschungsstelle für Ostrecht unter der Leitung von Georg Geilke ein. Dabei handelte es sich um eine aus Mitteln des Bundesministeriums für gesamtdeutsche Fragen finanzierte Arbeitsstelle, die vor allem Gutachten erteilte über die Rechtslage bei Vertreibungsschäden der Flucht und Vertreibung Deutscher aus Mittel- und Osteuropa 1945–1950.
Schultze-von Lasaulx war äußerst engagiert in der Lehre vertreten. Sein Lehrrepertoire umfasste neben der deutschen Privatrechtsgeschichte auch Genossenschaftsrecht, Urheber- und Erfinderrecht, Wertpapierrecht, Landwirtschaftsrecht, ferner Wasser-, Forst-, Jagd-, Fischerei- und Bergrecht, sowie skandinavische und schweizerische Rechtsgeschichte. Er betreute zahlreiche Doktorarbeiten und war einer ganzen Hamburger Juristen-Generation unter dem Spitznamen Lasso-Schultze bekannt.

## Werke (Auswahl)
- Fusion eingetragener Genossenschaften. Leipzig 1927
- Beiträge zur Geschichte des Wertpapierrechts. Marburg 1931
- Geschichte des Hamburgischen Notariats seit dem Ausgang des 18. Jahrhunderts. Hamburg 1961, 2. Aufl. Hamburg 1980.